# آرثر واربورتون
آرثر واربورتون (بالإنجليزية: Arthur Warburton)‏ (30 أكتوبر 1903 في المملكة المتحدة - 21 أبريل 1978) هو لاعب كرة قدم بريطاني (وحمل سابقاً جنسية المملكة المتحدة لبريطانيا العظمى وأيرلندا) في مركز الهجوم. لعب مع مانشستر يونايتد ونادي بيرنلي ونادي فولهام.